# Айвиллер-э-Лиомон
Айвилле́р-э-Лиомо́н (фр. Aillevillers-et-Lyaumont) — коммуна во Франции, находится в регионе Франш-Конте. Департамент — Верхняя Сона. Входит в состав кантона Сен-Лу-сюр-Семуз. Округ коммуны — Люр.
Код INSEE коммуны — 70006.

## География
Коммуна расположена приблизительно в 320 км к востоку от Парижа, в 80 км севернее Безансона, в 36 км к северу от Везуля.
По территории коммуны протекают реки Семуза и Огрон. Около 2/3 территории коммуны покрыто лесами.

## Население
Население коммуны на 2010 год составляло 1677 человек.
| 1962 | 1968 | 1975 | 1982 | 1990 | 1999 | 2010 |
| ---- | ---- | ---- | ---- | ---- | ---- | ---- |
| 2158 | 2058 | 2020 | 1981 | 1883 | 1850 | 1677 |

## Администрация
| Период | Период | Фамилия       | Партия                  | Примечания |
| ------ | ------ | ------------- | ----------------------- | ---------- |
| 2001   | 2008   | Надин Батло   | Социалистическая партия |            |
| 2008   | 2014   | Мишель Леполь |                         |            |

## Экономика
В 2010 году среди 1083 человек трудоспособного возраста (15—64 лет) 735 были экономически активными, 348 — неактивными (показатель активности — 67,9 %, в 1999 году было 66,9 %). Из 735 активных жителей работали 627 человек (365 мужчин и 262 женщины), безработных было 108 (51 мужчина и 57 женщин). Среди 348 неактивных 92 человека были учениками или студентами, 142 — пенсионерами, 114 были неактивными по другим причинам.

## Фотогалерея
- Церковь Усекновения главы Св. Иоанна Крестителя
- Замок Шодо 
(нач. XX века)
- Завод Шодо (1915 год)
- Карта коммуны